# Celestus macrotus
Celestus macrotus là một loài thằn lằn trong họ Anguidae. Loài này được Thomas & Hedges mô tả khoa học đầu tiên năm 1989.